# ヨーロッパヤマカガシ
ヨーロッパヤマカガシ（Natrix natrix）は、爬虫綱有鱗目ナミヘビ科ユウダ属に分類されるヘビ。ユウダ属の模式種。

## 分布
ドイツ・スカンディナビア半島中部・オランダ以東のヨーロッパ、中東、中央アジア、シベリア南部に分布する。

## 形態
全長120センチメートル。最大全長200センチメートル。体色は個体による変異が大きく、褐色、緑褐色、暗緑色、灰色、黒等の個体がいる。体側面には黒い横縞が入る。
後頭部から頸部側面に、黒く縁どられた黄色（白や橙色の個体もいる）斑紋が入る。

## 分類
以下の分類・分布はUetz et al.(2017)に従う
Natrix natrix natrix (Linnaeus, 1758)
Natrix natrix algirus (fide Sochurek, 1979)
アルジェリア、チュニジア、モロッコ
Natrix natrix astreptophora (Seoane, 1885)
Natrix natrix calabra Vanni & Lanza, 1983
イタリア（カラバリア）
Natrix natrix cetti Gene, 1838
イタリア
Natrix natrix corsa (Hecht, 1930)
コルシカ島
Natrix natrix cypriaca (Hecht, 1930)
キプロス
Natrix natrix fusca Cattaneo, 1990
Natrix natrix gotlandica Nilson & Andrén, 1981
Natrix natrix helvetica (Lacépède, 1789)
Natrix natrix lanzai Kramer, 1971
Natrix natrix persa (Pallas, 1814)
Natrix natrix schweizeri L. Müller, 1932
ギリシャ
Natrix natrix scutata (Pallas, 1771)
Natrix natrix sicula (Cuvier, 1829)
Natrix natrix syriaca (Hecht, 1930)

## 生態
河川、湖、池沼などの水辺や湿地などの湿った環境に生息する。昼行性。泳ぎは上手く、頭部を水面に出して泳ぐ。危険を感じると、擬死行動を行う。
名前に「ヤマカガシ」とあるが、日本のヤマカガシと異なり毒は持たない。
主にカエルを食べるが、他の両生類、鳥類、小型哺乳類なども食べる。
繁殖様式は卵生。1回に8 - 40個の卵を産む。繁殖に適した場所に複数のメスが卵を産むこともある。

## 人間との関係
ペットとして飼育されることもあり、日本にも輸入されている。流通量は少ない。
N. n. cetti、N. n. schweizeri
CRITICALLY ENDANGERED (IUCN Red List Ver. 2.3 (1994))

## 画像

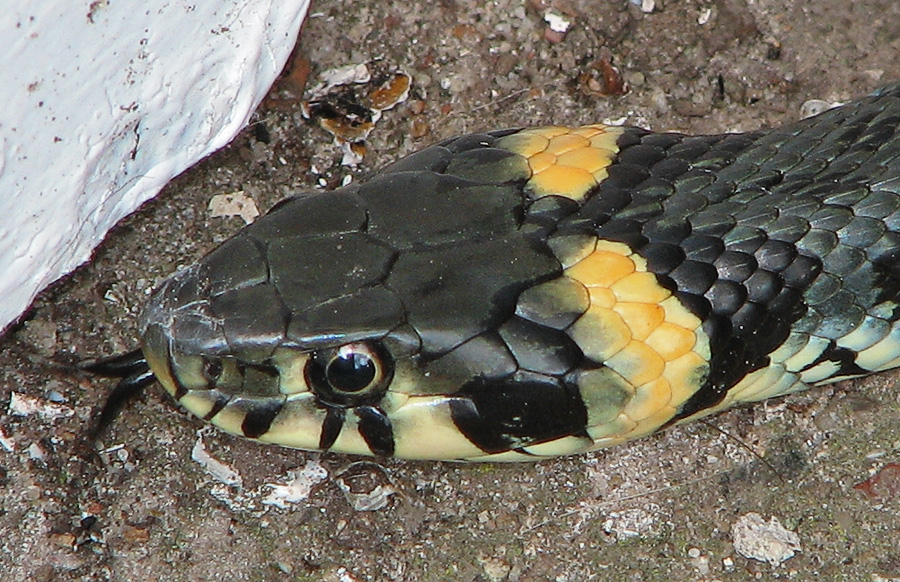
頭部